# Розалія Шафранець
Розалія Шафранець (пол. Rozalia Szafraniec; 28 лютого 1910, Сікерно — 1 березня 2001, Краків) — польський математик і астроном, спеціалістка з затемнюваних змінних зір.

## Біографія
Народилась в селянській родині в Секерно. Коли їй було три роки, помер батько. Мати одна вела п'ятигектарне господарство і виховувала сімох дітей.
1929 року Розалія закінчила державну гімназію Блаженної Кінги в Кельце, а потім зайнялася вивченням математики у Варшавському університеті, який закінчила 1934 року.
Рік працювала асистентом-спостерігачем на спостережній станції в Любомирі. 1936 року вона закінчила педагогічний курс у Педагогічному технікумі та влаштувалася вчителем математики в середню та старшу школу в Мисловіце.
Під час Другої світової війни вона повернулася до Секерно. З січня 1942 року вона була активною в Союзі збройної боротьби, а потім в Армії Крайовій, використовуючи псевдоніми «Ажур» і «Зур».
Після війни викладала математику в школах у Бодзенці, Кельце, а з 1947 року в Державному ліцеї та гімназії імені короля Яна Собеського в Кракові. Одночасно займалася науковою роботою в астрономічна обсерваторія Ягеллонського університету. 1950 року здобула ступінь доктора філософії. Від 1951 по 1973 рік працювала доцентом Ягеллонського університету.
Займалася візуальними та фотоелектричними спостереженнями затемнюваних змінних зір. Також робила фотографічні спостереження комет, астероїдів і покриттів зір Місяцем.

## Нагороди
- Лицарський хрест Ордена Відродження Польщі
- Золотий Хрест Заслуги
- Хрест Армії Крайової[pl] (Лондон, 1979 рік)